# Générateur hydrovoltaïque
Les générateurs hydrovoltaïques utilisent des matériaux synthétiques afin de générer de l'énergie à partir de l'interaction d'une surface avec l'eau, à travers son écoulement ou son évaporation. Le mot "hyrdovoltaïque" vient du latin "hydro", qui fait référence à l'eau, et du nom du physicien italien Volta, inventeur de la première pile. Comme son étymologie le suggère, les générateurs hydrovoltaïques sont des piles utilisant l'eau afin de produire de l'électricité.
Les générateurs hydrovoltaïques peuvent être divisés en deux catégories distinctes: la technologie liquide-solide et la technologie humidité-solide. Ces deux types de générateur fonctionnent grâce à divers matériaux, générant de l'énergie par le biais de mécanismes différents.

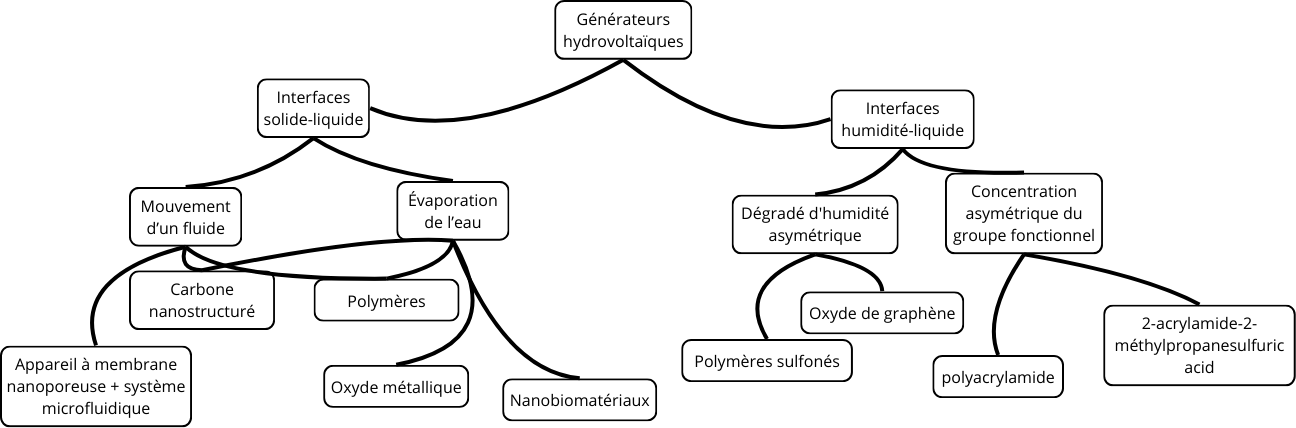
Résumé des technologies hydrovoltaïques

Cependant, les applications des générateurs hydrovoltaïques se limitent à des conditions environnementales spécifiques (humidité appropriée, lumière suffisante,,, évaporation rapide).
Les générateurs hydrovoltaïques peuvent produire de l'électricité à partir de tous types d'eau: vagues, pluies, humidité. De plus, environ 35% des radiations solaires reçues par la Terre sont absorbées par l'eau. Ces deux facteurs expliquent le développement rapide de la recherche à ce sujet depuis les années 2010.

## Principe

### Interface liquide-solide
Un générateur hydrovoltaïque utilise les interactions entre un liquide en mouvement et une interface solide pour transformer de l’énergie mécanique en électricité. Ce procédé est majoritairement influencé par les propriétés du fluide et la structure chimique du matériau composant l’interface solide. La génération d’un potentiel électrique exploitable est due à la formation de la double couche électrique. Les ions de charges opposées (dans un fluide ionique) sont attirés par les charges à la surface de l’interface solide, ce qui résulte en la formation d’une couche de Stern. Dans le matériau, la couche diffuse contient une grande quantité d’ions mobiles auxquels s'appliquent les forces électrostatiques et l’agitation thermique ce qui génere un potentiel zêta. Ce potentiel zêta est la différence de voltage entre la surface et le liquide environnant. Tout changement dans le fluide va venir modifier la répartition des charges, ce qui permet la formation d’un courant électrique.

#### Mouvement de fluide
Un des mécanismes les plus étudiés dans ce domaine est le potentiel d’écoulement. Quand un liquide coule le long d’une surface nanostructurée ou d’un canal étroit, les ions sont transportés dans la couche diffuse (une des couches de la double couche électrique). Les ions présents dans la couche de Stern (l'autre couche de la double couche électrique) ne sont eux pas impactés. La séparation de charge résultante produit une différence de potentiel entre l’entrée et la sortie du canal. Cette différence de potentiel peut être convertie en électricité en plaçant une électrode de chaque côté du système. Ce concept s’est montré particulièrement efficace dans les systèmes microfluidiques (silice par exemple) et les appareils à membrane nanoporeuse (alumine anodique).
Une autre méthode exploitable est le mouvement de gouttelettes d’eau sur une surface conductrice ou semi-conductrice. Pendant qu’elle coule, la gouttelette interagit avec la double couche électrique acceptant et cédant des charges durant sa trajectoire. Cette redistribution créé une différence de potentiel temporaire entre le haut et le bas de la gouttelette, qui peut ensuite être transformée en courant électrique. L’efficacité de la conversion du potentiel en courant dépend beaucoup de la nature du matériau, de sa conductivité et de son hydrophobicité. Le graphène ou des polymères conducteurs assurent un échange maximal de capture et de libération de charge à une échelle nanométrique.
Le potentiel d'agitation se base sur le même principe, mais appliqué aux oscillations à la surface du liquide. Pendant les oscillations relativistes d'un fluide, des effets similaires à ceux des vagues provoquent déplacements périodiques des charges de la couche diffuse, entraînant un champ électrique oscillant cyclique. Un tel phénomène peut être utilisé en immergant des électrodes capables de transformer le mouvement du fluide en énergie électrique. Ce type de conversion énergétique est étudiée majoritairement pour son application dans les océans, où les vagues et les courants offrent un potentiel d'agitation naturel élevé. Pour mettre en place cette méthode, des électrodes à base de carbone sont immergées dans de l'eau de mer en présence d'un film métallique.
La dernière méthode de conversion est basée sur l'interaction entre un fluide et des matériaux conductibles flexibles. La zone entre le fluide et le matériau varie lors du mouvement de torsion ou d'élongation. Le film de nanotubes de carbone ou la feuille de graphène est en contact avec un liquide ionique, ce qui affecte à la fois la structure de la douche couche électrique et les déplacements de charges. Cette perturbation produit un courant, qui, dans la plupart des cas, est proportionnel à l'intensité de la déformation lors du mouvement. Cette méthode est intéressante dans le cadre du design d'appareils flexibles qui peuvent récolter de l'énergie venant de mouvement de corps ou de structures flexibles soumise à des courants d'eau.

#### Évaporation de l'eau
L'évaporation de l'eau est un processus physique qui met en jeu la transformation en vapeur de molécules d'eau liquide à travers l'absorption d'énergie thermique. Cette transition de phase se produit lorsque les molécules d'eau à la surface gagnent assez d'énergie cinétique afin de se défaire des liaisons hydrogènes intermoléculaires et ainsi se disperser dans l'air.

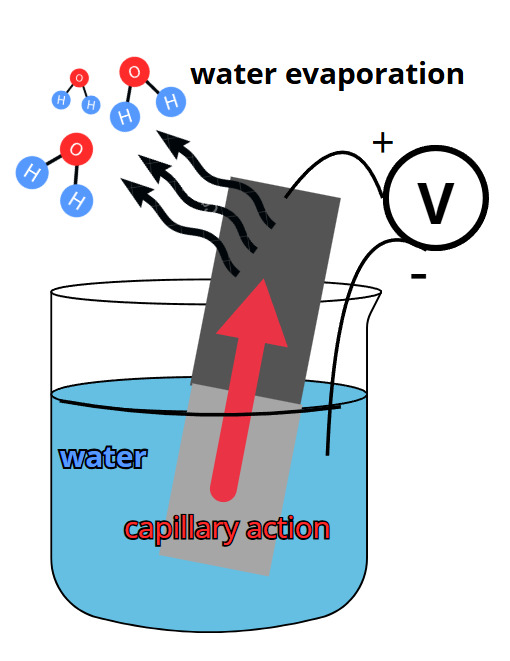
Explication du principe d'évaporation de l'eau

L'effet hydrovoltaïque de l'évaporation de l'eau ne nécessite aucun mouvement, il se produit quand l'environnement y est favorable. Afin de générer de l'énergie électrique, les étapes suivantes sont nécessaires : 
1. transport des molécules d'eau liquide vers les capillaires
2. absorption and transport dans les capillaires
3. évaporation des molécules d'eau dans l'air

Initialement, l'eau est absorbée sur une surface poreuse. Par capillarité, les molécules d'eau remontent le canal capillaire, induisant un mouvement des molécules d'eau. L'eau est maintenant en contact avec l'air et peut être évaporée à la surface tout en maintenant un transport constant des ions dans le canal capillaire. Le transport des ions conduit à un transfert de charge entre l'eau et le matériau, produisant une différence de potentiel. Cela résulte en la génération d'électricité.
Afin de créer un dispositif adapté, les nanomatériaux sont utilisés car leur structure est idéale dans la mise en place le phénomène de capillarité.
Les matériaux de carbone nanostructurés, les matériaux à base de polymères, les nano-biomatériaux et les nanomatériaux à base d'oxydes métalliques peuvent être utilisés pour la récupération d'énergie à partir de l'évaporation de l'eau.
Des recherches plus poussées ont été menées sur les matériaux carbonés nanostructurés. L'un des dispositifs créés est constitué de deux électrodes en nanotubes de carbone multiparois (MWCNT) disposées sur un substrat de quartz et d'un film poreux de noir de carbone (CB) contenant des groupes fonctionnels à base d'oxygène.
Il a été découvert qu'une feuille de carbone-noir (CB) de la taille d'un centimètre générait une tension continue d'environ 1 V grâce à l'eau circulant dans les nanocanaux par évaporation.
Les matériaux à base de biofibres utilisent la cellulose, homopolymère naturel, pour produire de l'électricité grâce au phénomène d'évapotranspiration.

### Technologie humidité-solide
Les générateurs hydrovoltaïques humidité-solide se basent tous sur le même effet : la diffusion de particules chargées (ions) dans le matériau du dispositif, créant ainsi de l’électricité.
On peut distinguer deux mécanismes: l'ionisation de surface et l'effet de conduction ionique.

#### Ionisation de surface
Le matériau est constitué d’un composé pouvant être déprotoné par l’eau via des réactions acide-base, comme les groupements alcool ou acide carboxylique. Lorsque la vapeur d’eau de l’humidité ambiante entre en contact avec sa surface, elle réagit avec le matériau, libérant des protons (H⁺). La différence d’humidité entre la surface du matériau et ses couches internes (également appelée gradient d’humidité) induit une diffusion des protons à travers le matériau. Les contre-ions négatifs formés par la déprotonation sont moins mobiles et restent donc en place. Cela crée localement une différence de charges et une différence de potentiel qui peut être exploitée pour produire de l’électricité. Cet effet de diffusion peut être amélioré par certaines techniques comme rendre la concentration sur le matériau ou sa porosité asymétrique.
Les matériaux utilisés pour cette technique sont généralement des oxydes de graphène qui sont à la fois de bons conducteurs et facilement déprotonables, ou encore des polymères sulfonés comme les acides sulfoniques, qui ont généralement une valeur de pKa très faible.

#### Effet de conduction ionique
L’effet de conduction ionique induit par l’humidité est assez similaire, mais le matériau utilisé ne réagit pas avec l’eau, car il est déjà constitué d’ions dissociés. De la même manière, le gradient d’humidité transporte les ions les plus mobiles loin de leurs contre-ions (moins mobiles).
Certaines recherches montrent l’efficacité de l’association des deux méthodes : une couche de surface constituée d’un acide fort et une couche interne contenant des ions dissociés. La présence de protons améliore la conductivité ionique des ions dissociés, permettant ainsi une meilleure séparation des charges.
Des hydrogels ioniques peuvent être utilisés comme matériaux. Le matériau de base, PAM/AMPS (polyacrylamide/2-acrylamide-2-méthylpropanesulfonique), forme des nano-canaux sur toute l’épaisseur du matériau, garantissant l’ionisation de surface par déprotonation et facilitant le flux ionique. Cette base est imprégnée d’une solution de LiCl, assurant ainsi la conduction ionique induite par l’humidité. Grâce à cette méthode, il est possible d'obtenir 1,050 mA.cm⁻² en connectant quatre de ces dispositifs en série-parallèle.

## Applications de générateurs hydrovoltaïque
Les générateurs hydrovoltaïques ont des applications dans de nombreux domaines, notamment en tant que capteurs et fournisseurs d'énergie. Ces dispositifs produisent de l'électricité de différentes sources : mouvement de fluide, évaporation de l'eau et d'autres encore. Ceux-ci ont été employés dans des technologies auto-alimentées tels que la surveillance de la santé humaine. Les capteurs peuvent être utilisés en réponse à un stimuli externe par lecture électrique, donnant plusieurs informations sur, par exemple, la respiration humaine.
De plus, des capteurs hydrovoltaïques ont été développés pour la surveillance environnementale, ce qui pourrait conduire à la création de dispositifs de stockage d'énergie et de fonctions de communication sans fil. Cette production d'électricité continue et stable présente un fort potentiel d'application pratique pour les fournisseurs d'énergie. Ces derniers sont capables de détecter des gaz ou même de suivre des signaux physiologiques comme le pouls ou la fréquence respiratoire, créant ainsi une énergie utilisable pour charger des condensateurs.
Au-delà de ces applications, l'hydrovoltaïque trouve une autre application : les dispositifs hybrides. Par exemple, des dispositifs électrovoltaïques hybrides ont été conçus pour collecter de l'eau propre et produire de l'électricité. En résumé, ces avancées soulignent la polyvalence croissante des technologies hydrovoltaïques dans la collecte d'énergie, la perception environnementale et les applications biomédicales.

## Limites et défis
Les mécanismes de l'effet hydrovoltaïque ne sont pas encore totalement compris. De nombreux processus, comme le transfert de charges et les interactions chimiques, peuvent fonctionner ensemble, rendant difficile l'établissement d'un modèle unique. Afin d'améliorer la génération d'énergie, il est nécessaire d'étudier ces interactions en détail, comme des stratégies d'amélioration de matériaux.
Pour l'instant, la plupart des prototypes développés en laboratoires ne sont pas commercialisés. En laboratoire, les dispositifs ne sont pas confrontés aux conditions extérieures donc leur stabilité à long-terme n'est pas garantie. Des études quant à la nature éco-responsable des matériaux restent également à mener.